# Japans Grand Prix 1996
Japans Grand Prix 1996 var det sista av 16 lopp ingående i formel 1-VM 1996.

## Resultat
1. Damon Hill, Williams-Renault, 10 poäng
2. Michael Schumacher, Ferrari, 6
3. Mika Häkkinen, McLaren-Mercedes, 4
4. Gerhard Berger, Benetton-Renault, 3
5. Martin Brundle, Jordan-Peugeot, 2
6. Heinz-Harald Frentzen, Sauber-Ford, 1
7. Olivier Panis, Ligier-Mugen Honda
8. David Coulthard, McLaren-Mercedes
9. Rubens Barrichello, Jordan-Peugeot
10. Johnny Herbert, Sauber-Ford
11. Jos Verstappen, Footwork-Hart
12. Pedro Lamy, Minardi-Ford
13. Ricardo Rosset, Footwork-Hart

### Förare som bröt loppet
- Eddie Irvine, Ferrari (varv 39, kollision)
- Ukyo Katayama, Tyrrell-Yamaha (37, motor)
- Jacques Villeneuve, Williams-Renault (36, hjul)
- Mika Salo, Tyrrell-Yamaha (20, motor)
- Pedro Diniz, Ligier-Mugen Honda (13, snurrade av)
- Jean Alesi, Benetton-Renault (0, snurrade av)

### Förare som ej kvalificerade sig
- Giovanni Lavaggi, Minardi-Ford

## VM-slutställning
| Förarmästerskapet 1. Damon Hill, Williams-Renault, 97 2. Jacques Villeneuve, Williams-Renault, 78 3. Michael Schumacher, Ferrari, 59 | Konstruktörsmästerskapet 1. Williams-Renault, 175 2. Ferrari, 70 3. Benetton-Renault, 68 |